# Giuseppe Nodari
Giuseppe Nodari (Castiglione delle Stiviere, 21 gennaio 1841 – Castiglione delle Stiviere, 23 marzo 1898) è stato un patriota, pittore e medico italiano.

## Biografia
Nel 1859 partecipò alla battaglia di Solferino come volontario tra le truppe francesi; si arruolò poi tra i Cacciatori delle Alpi e tra le guide di Garibaldi.
Imbarcatosi sul Lombardo tra i Mille, fece rapidamente carriera durante la spedizione dei Mille: caporale a Marsala, sergente a Palermo e sottotenente a Messina. Inoltre ritrasse ad acquarello diversi avvenimenti della spedizione. Durante la battaglia del Volturno salvò la vita a Garibaldi.
Fu allontanato dal Regio esercito e si laureò poi in medicina a Padova.
Nel 2011 in occasione delle celebrazioni del 150º anniversario dell'unità d'Italia è stata organizzata una mostra dei suoi acquerelli.

## Galleria d'immagini

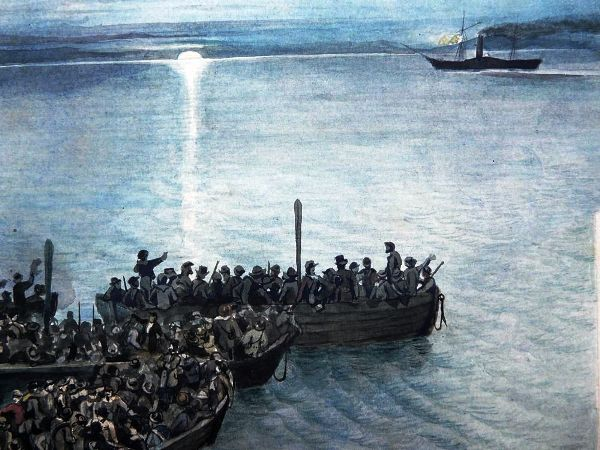
Quarto. Partono i Mille
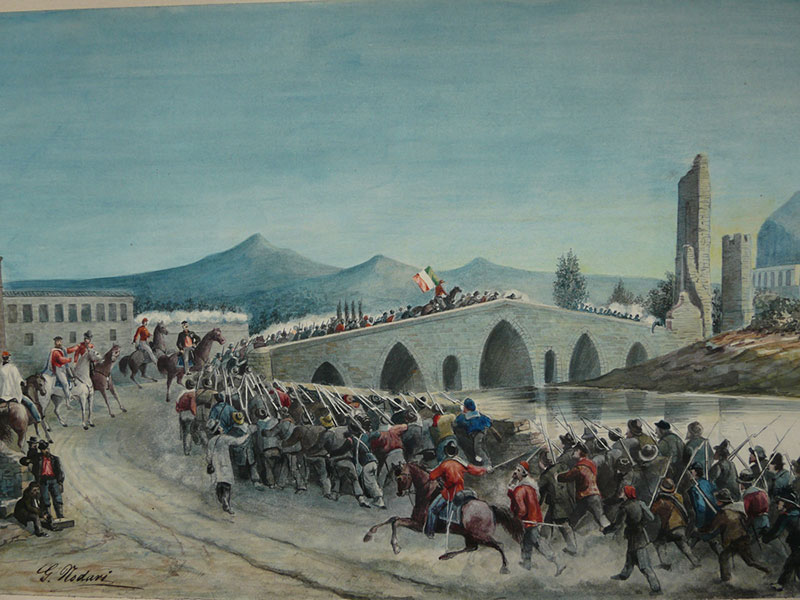
I Mille attraversano il ponte Ammiraglio di Palermo
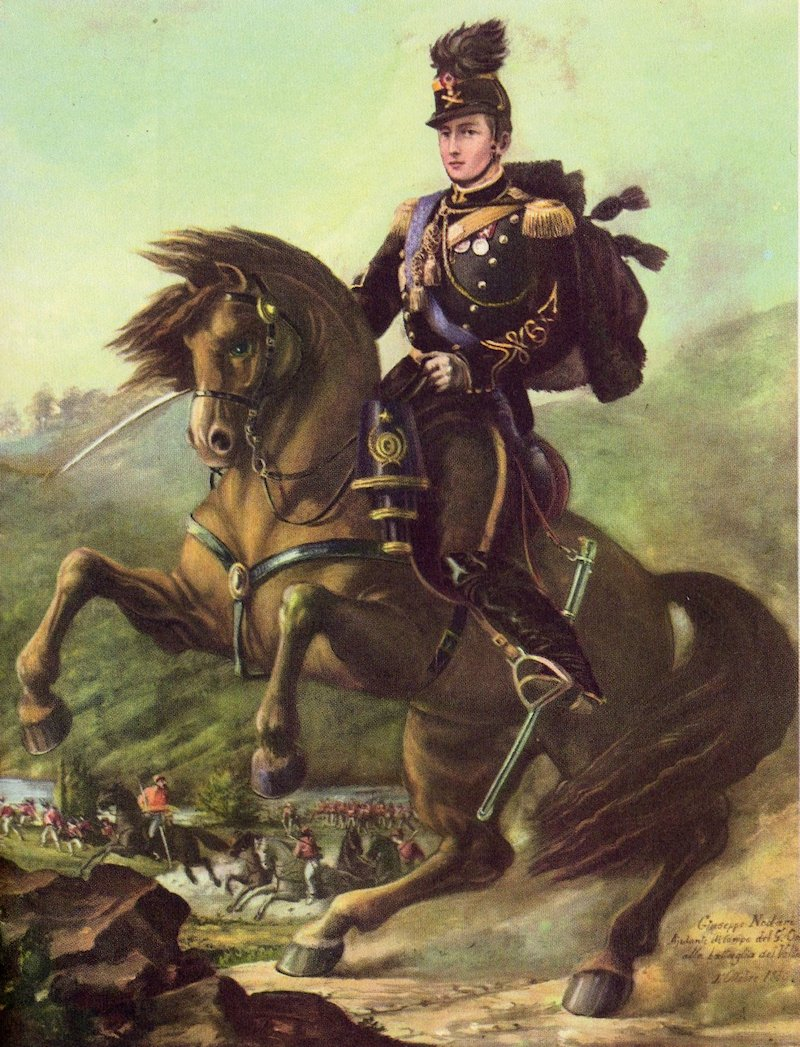
Autoritratto alla battaglia del Volturno